# Théâtre suédois de Turku
Le théâtre suédois de Turku (finnois : Turun ruotsalainen teatteri, suédois : Åbo Svenska Teater) est un théâtre  situé au bord de la place du marché et dans l'Îlot urbain Hansa à Turku en Finlande.

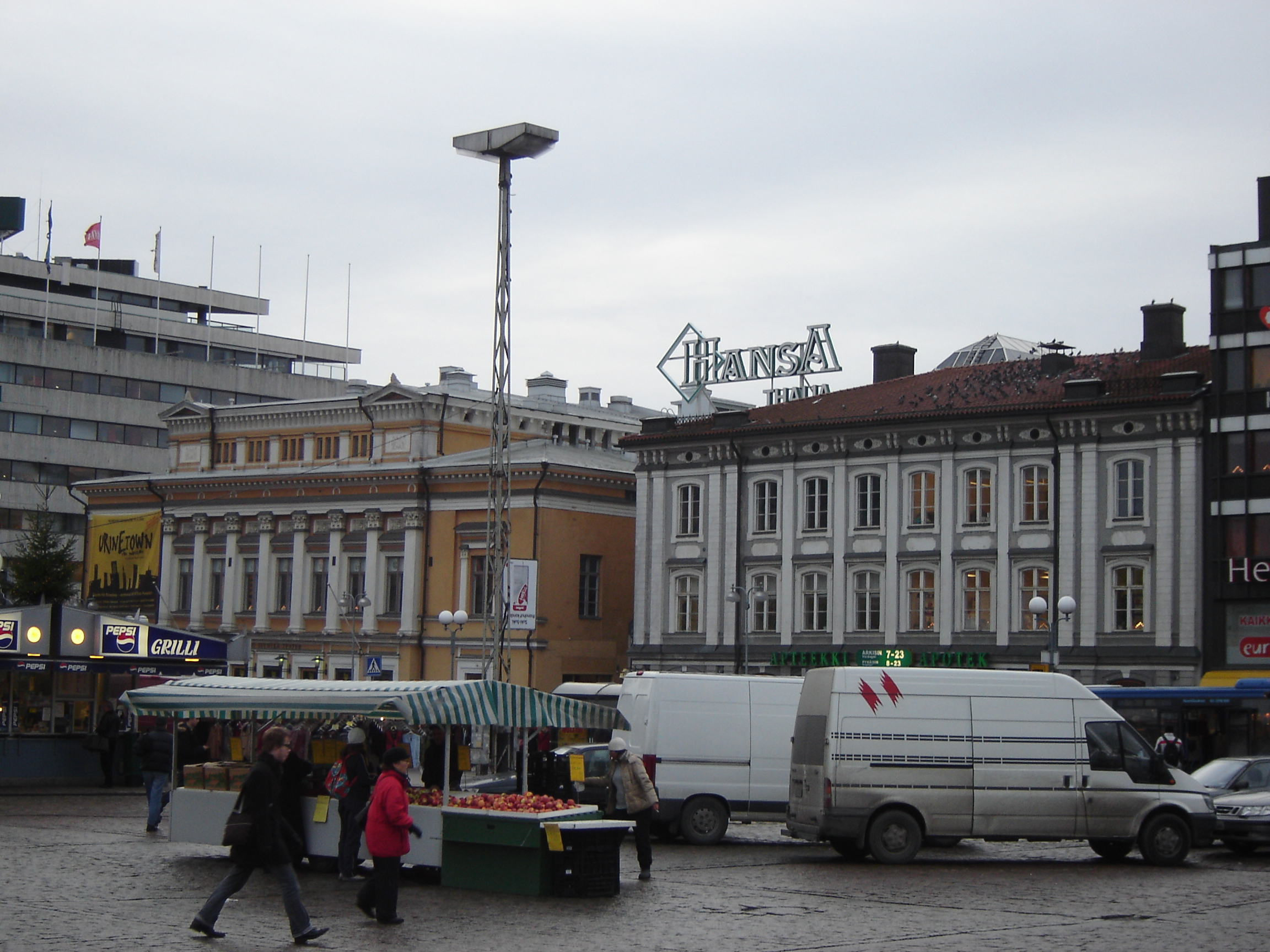
Le théâtre suédois sur la place du marché de Turku.

## Description
C'est le plus ancien théâtre de Finlande.
Le bâtiment de style néoclassique est conçu par Pehr Johan Gylich et sa façade par Carl Ludvig Engel. 
L'édifice appartient à la fondation de l'Académie d'Åbo.
Les spectacles sont représentés en suédois.